# Anouk Verschuur
Anouk Verschuur is een personage uit de Nederlandse televisieserie Gooische Vrouwen, vertolkt door actrice Susan Visser. Deze rol zorgde ervoor dat Visser bekend werd bij een groot publiek. De actrice heeft de rol als positief ervaren vanwege de dynamiek en energie van het personage.
Het personage komt voor in de televisieserie uit 2005-2009, de twee films uit 2011 en 2014 en in de vervolgserie uit 2024.

## Personage
Anouk is een vrijgevochten kunstenares die in 't Gooi enige bekendheid geniet. Ze is gescheiden van piloot Tom Blaauw (rol van Daniël Boissevain) en heeft samen met hem een kind, Vlinder Blaauw. Ze woont samen met Vlinder, maar besteed weinig aandacht aan haar. Anouk en Tom hebben een ingewikkelde relatie: ze proberen regelmatig hun relatie weer nieuw leven in te blazen, hetgeen niet lukt, maar ze kunnen elkaar ook niet loslaten.
Voor Anouk is een seksleven belangrijk en ze staat bekend als mannenverslindster. Soms gebruikt ze seks als manier om een man om te kopen en zo haar zin te krijgen. Ze neemt zich vaak voor om mannen voortaan links te laten liggen, maar dat lukt haar nooit. Van haar goede voornemens om meer aandacht te besteden aan Vlinder, komt ook weinig terecht.
Ondanks haar gedrag vindt Anouk het belangrijk om principes te hebben en wil ze meehelpen aan een betere wereld. Ze heeft geprobeerd vegetariër te worden en gaf Nederlandse les aan een asielzoeker.
Anouk heeft succes met de verkoop van erotische kunst.
Haar beste vriendinnen zijn Willemijn Lodewijkx, Claire van Kampen en Cheryl Morero. Vanaf seizoen 4 wordt de overleden Willemijn vervangen door een nieuwe vriendin: Roelien Grootheeze.